# Versus (álbum de Diaura)
Versus é o quarto álbum de estúdio da banda de visual kei japonesa Diaura, lançado em 29 de novembro de 2017 pela gravadora Ains em duas edições: regular e limitada.

## Recepção
Versus estreou na parada semanal da Oricon Albums Chart em 30º lugar e ficou em segundo na categoria Indies Album.

## Faixas
| N.º | Título                                                        | Duração |  |
| 1.  | "Beyond the Death Wall (SE)"                                  | 1:27    |  |
| 2.  | "Shinshoku (侵蝕)"                                            | 3:17    |  |
| 3.  | "Suna no tō: Tower of Imitation (砂の塔-Tower of Imitation-)" | 3:42    |  |
| 4.  | "Rosary (ロザリー)"                                           | 3:26    |  |
| 5.  | "Shangri-La (シャングリラ)"                                   | 3:51    |  |
| 6.  | "REM"                                                         | 3:13    |  |
| 7.  | "Tōi haru (遠い春)"                                           | 4:14    |  |
| 8.  | "「 」phobia"                                                 | 3:52    |  |
| 9.  | "Icarus no yume (イカロスの夢)"                               | 3:16    |  |
| 10. | "Noah"                                                        | 4:37    |  |
| 11. | "Ares or Thanatos"                                            | 3:44    |  |
| 12. | "Dancing in the Dark (ダンシンインザダーク)"                  | 3:51    |  |
| 13. | "is DEAD"                                                     | 4:03    |  |
| 14. | "Idea: genjitsu e no kaiki (IDEA-現実への回帰-)"              | 4:35    |  |

| Faixas bônus da edição limitada |                                 |         |  |
| N.º                             | Título                          | Duração |  |
| 15.                             | "Lost Child (ロストチャイルド)" | 3:45    |  |
| Duração total:                  | Duração total:                  | 55:01   |  |

| DVD da edição limitada |                                                                            |         |  |
| N.º                    | Título                                                                     | Duração |  |
| 1.                     | "Suna no tō: Tower of Imitation (砂の塔-Tower of Imitation-) (Videoclipe)" |         |  |

## Ficha técnica
- Yo-ka - vocais
- Kei - guitarra
- Shoya - baixo
- Tatsuya - bateria